# Satanoperca acuticeps
Satanoperca acuticeps är en fiskart som först beskrevs av Heckel, 1840.  Satanoperca acuticeps ingår i släktet Satanoperca och familjen Cichlidae. Inga underarter finns listade i Catalogue of Life.